# Hypsicalotes kinabaluensis
Hypsicalotes kinabaluensis är en ödleart som beskrevs av  De Grijs 1937. Hypsicalotes kinabaluensis ingår i släktet Hypsicalotes och familjen agamer. Inga underarter finns listade i Catalogue of Life.